# 圭亞那紅脂鯉
圭亞那紅脂鯉，為輻鰭魚綱脂鯉目脂鯉亞目狼牙脂鯉科的其中一個種，分布於中美洲法屬圭亞那淡水流域，體長可達17.8公分，棲息在淡水水域，生活習性不明。